# Долголюк Олександр Антонович
Олександр Антонович Долголюк (7 квітня 1945, станція Матай, тепер Аксуського району Жетисуської області, Казахстан) — радянський діяч, машиніст тепловоза локомотивного депо станції Волгоград-1 Приволзької залізниці. Член ЦК КПРС у 1990—1991 роках.

## Життєпис
У 1964 році закінчив професійно-технічне училище в місті Семипалатинську Казахської РСР.
У 1964 році — помічник машиніста тепловоза локомотивного депо станції Аягуз Семипалатинської області.
З 1964 по 1968 рік служив у Радянській армії.
Член КПРС з 1967 року.
З 1968 року — помічник машиніста, машиніст тепловоза локомотивного депо станції Волгоград-1 Приволзької залізниці.
У 1975 році закінчив Волгоградський технікум залізничного транспорту.
Подальша доля невідома.